# Kurt Weidemann

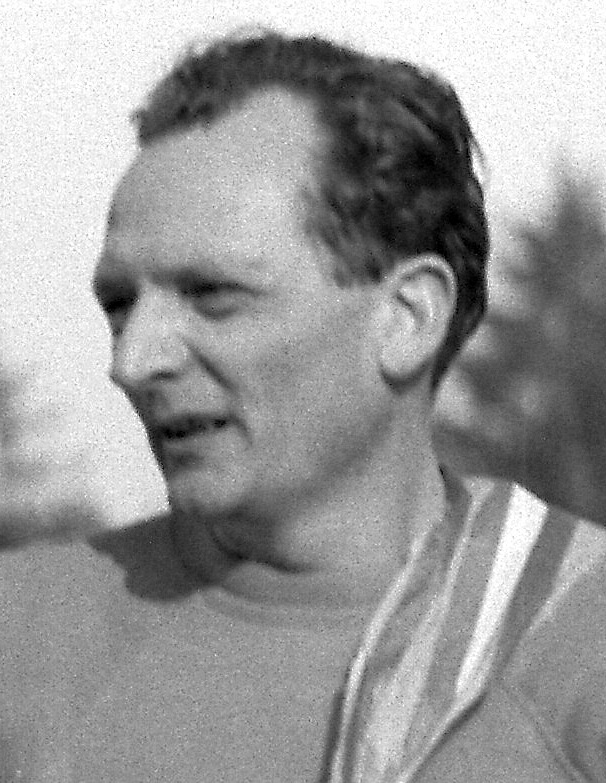
Kurt Weidemann (ca. 1968)

Kurt Weidemann (* 15. Dezember 1922 in Eichmedien, Ostpreußen/Masuren; † 30. März 2011 in Sélestat, Elsass) war ein deutscher Grafikdesigner, Typograf, Autor und Hochschullehrer.

## Leben und Wirken

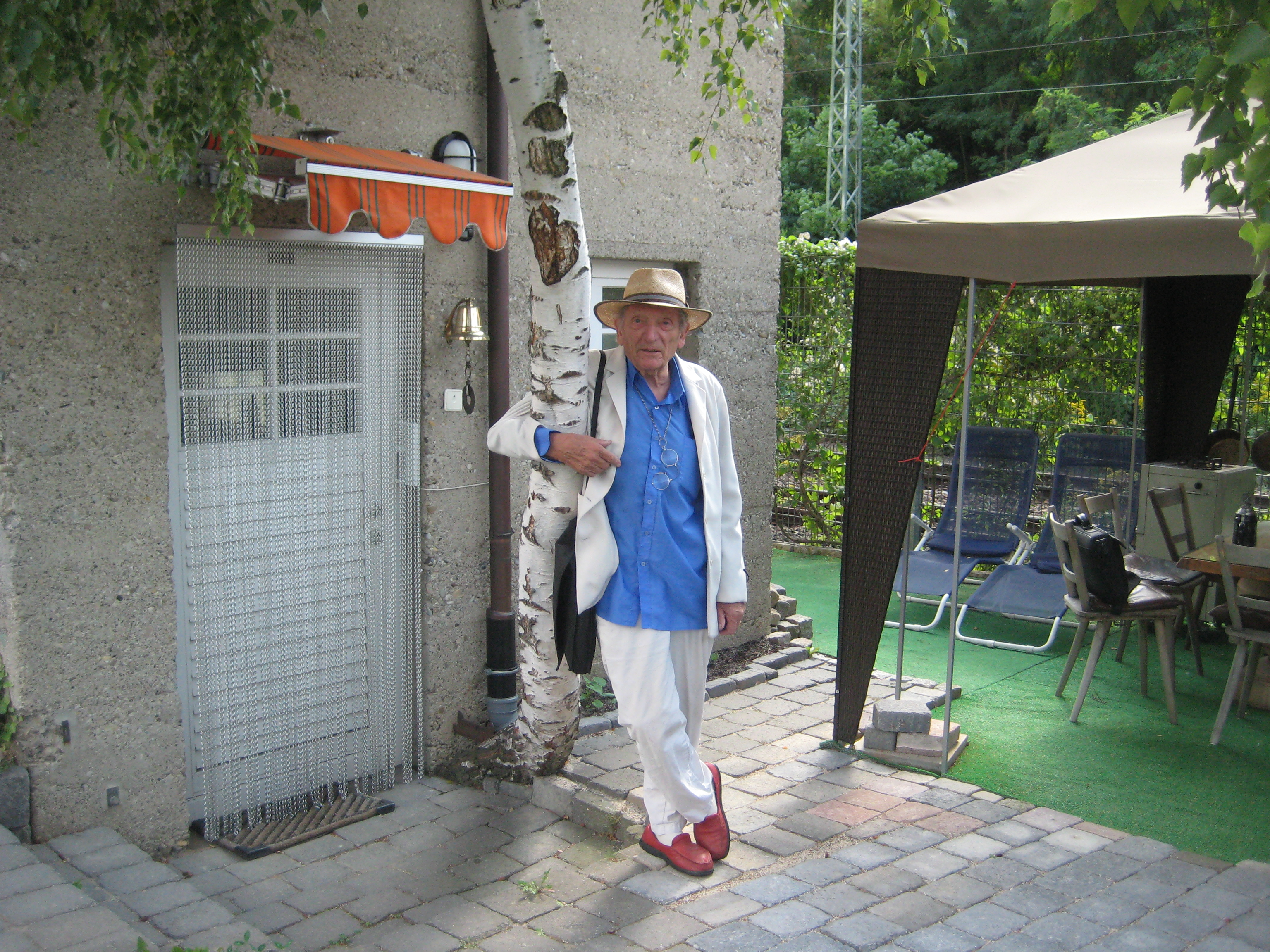
Weidemann vor seinem Atelier Stellwerk (2009)

Weidemanns Familie siedelte 1926 von Masuren nach Lübeck über. Nach Abschluss seiner Schulzeit auf einer Nationalpolitischen Erziehungsanstalt war Kurt Weidemann ab 1940 als Kriegsfreiwilliger an der Ostfront im Einsatz und geriet als Leutnant 1945 in sowjetische Kriegsgefangenschaft, aus der er erst 1950 entlassen wurde. Von 1950 bis 1952 absolvierte Weidemann eine Lehre zum Schriftsetzer in Lübeck und studierte anschließend von 1953 bis 1955 vier Semester Buchgrafik und Typografie bei Walter Brudi an der Staatlichen Akademie der bildenden Künste in Stuttgart. Seit 1955 war Weidemann als freiberuflicher Grafiker, Werbeberater und Texter tätig. Von 1955 bis 1964 war er Schriftleiter der Fachzeitschrift Der Druckspiegel.
In Zusammenhang mit der Gründung eines Instituts für Buchgestaltung durch den damaligen Rektor Walter Brudi und der dadurch bedingten Erweiterung des fachlichen Angebots wurde Kurt Weidemann auf Vorschlag Brudis für das neu eingeführte Unterrichtsgebiet „Information und graphische Praxis“ mit Wirkung vom 1. Mai 1964 als künstlerischer Lehrer an die Stuttgarter Akademie berufen. Seine Ernennung zum Professor „unter Berufung in das Beamtenverhältnis auf Lebenszeit“ erfolgte 1965. Ohne allerdings mit der Leitung einer eigenen Klasse beauftragt zu sein, lehrte er dort bis 1985. 1968 engagierte er sich für die revoltierenden Studenten; dies ging bis zur Übernahme von Anwaltskosten in den Kreisen von Klaus Croissant und Jörg Lang für juristisch belangte Studenten und brachte ihm Konflikte mit Rektorat und Hochschulsenat ein. Anfang der 1980er Jahre beteiligte er sich an der Gründung der WHU – Otto Beisheim School of Management in Vallendar, wo er ab 1983 unterrichtete.
Anfang der 1960er Jahre baute Weidemann zusammen mit Aaron Burns das International Center for the Typographic Arts (ICTA) in New York City auf und war von 1966 bis 1972 dessen Präsident. Von 1970 bis 1972 war er Präsident des Internationalen Dachverbandes der Grafikerverbände (Icograda); ferner leitete er 7 Jahre lang das Stuttgarter Künstlerhaus.
Neben seinem Lehrauftrag an der WHU lehrte er ab 1991 an der Staatlichen Hochschule für Gestaltung im Zentrum für Kunst und Medientechnologie Karlsruhe.
Kurt Weidemann war über 15 Jahre eng mit Alfred Herrhausen befreundet, Bankmanager und Vorstandssprecher der Deutschen Bank. 1990, ein Jahr nach dessen Ermordung, gab Weidemann ein Buch mit einer Auswahl von Vorträgen und Aufsätzen von Alfred Herrhausen heraus.

## Erscheinungsbilder
Weidemann überarbeitete oder entwarf die Erscheinungsbilder vieler bekannter Unternehmen, darunter co op, Zeiss, Merck, Mercedes-Benz, Daimler-Benz, Deutsche Aerospace, Porsche und Deutsche Bahn. Außerdem gestaltete er Bücher für die Büchergilde Gutenberg sowie die Verlage Ullstein, Propyläen, Ernst Klett und Thieme.

### co op, Merck und andere (1960er Jahre)

Weidemanns Markenzeichen für die co op AG

In den 1960er Jahren entwarf Weidemann die Erscheinungsbilder der co-op-Supermärkte (bei der co op AG in Gebrauch bis zu deren Zerschlagung in den 1980er Jahren, als Unternehmenslogo der coop eG in Gebrauch bis 2004), der Merck KGaA (in Gebrauch bis in die 1990er Jahre), der Behr GmbH & Co. KG („Kühler-Behr“), der Nanz-Gruppe (ein 1996 an die Edeka-Gruppe verkaufter Lebensmittel-Filialist) und anderer Firmen.

### Internat Salem (1974)

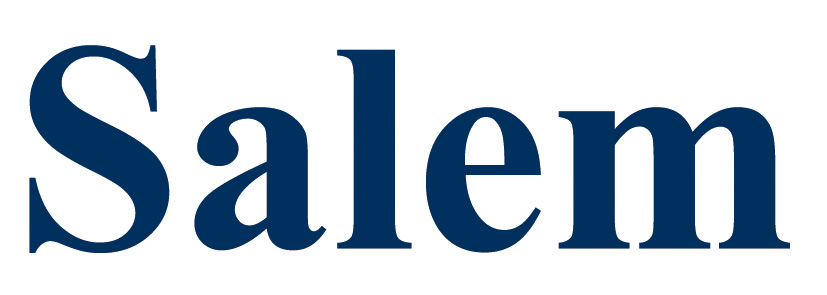
Wortlogo der Schule Schloss Salem von Kurt Weidemann gesetzt

Kurt Weidemann gestaltete auch für das renommierte Internat Salem am Bodensee das Logo. Seine Idee war es, nur den Namen „Salem“ zum Logo zu machen und keinen erklärenden Text wie „Schule Schloss“ hinzuzufügen. Damit gab er den Anstoß für Öffentlichkeitsarbeit und Werbung in dem Internat, das er mit vielen Marketingideen über ein Jahrzehnt unterstützte.

### Daimler-Benz (Ende der 1980er Jahre)

Mercedes-Stern mit dem in Weidemanns Schrift Corporate A. gesetzten Markennamen

Nachdem Weidemann zuvor bereits als Gutachter in Fragen des Erscheinungsbildes für Mercedes-Benz tätig war, vereinbarte Edzard Reuter zu Beginn seiner Tätigkeit als Vorstandsvorsitzender der Daimler-Benz AG im Jahr 1987 eine Zusammenarbeit mit Weidemann als Berater für die Corporate Identity des Konzerns. In deren Verlauf wurden alle bis dahin im Konzern verwendeten 52 Schriften durch Weidemanns Schriftfamilie Corporate A-S-E ersetzt, die insgesamt etwa 12.500 Glyphen in den Schnitten Antiqua, Serifenlos und Egyptienne umfasst.

### Porsche (1990)
Für den Automobil-Hersteller Porsche AG überarbeitete Weidemann im Jahr 1990 das Wappen und den Namenszug, dessen vorherige Fassung er als „dreimal vom LKW überfahrenen Schriftzug“ beschrieb. Um die Lesbarkeit an bewegten Objekten zu verbessern, öffnete Weidemann die Punzen der Buchstaben P und R unter die mittlere Buchstabenhöhe hinab, verstärkte im R die Schrägstellung des rechten Abstrichs, verringerte die Strichstärke in den Schenkeln der Buchstaben E und S, kürzte außerdem im S die Länge der beiden Schenkel etwas und verringerte die Breite des Hs. Weil die Porsche AG zu dieser Zeit nicht genug Geld hatte, um Weidemann zu bezahlen, erhielt er auf eigenen Wunsch einen Wagen aus der Baureihe Carrera 4 als Honorar.

### Deutsche Bundesbahn (1993)

Weidemanns Logo für die Deutsche Bahn AG

Im Jahr 1993 beauftragte die Deutsche Bundesbahn Weidemann mit der Überarbeitung des Logos für die zukünftige Deutsche Bahn AG. Für den Entwurf des an das alte Logo von Eduard Ege angelehnten neuen Logos einschließlich der für das Corporate-Design-Handbuch benötigten Reinzeichnungen erhielt er ein Honorar von 200.000 DM, das in der Presseberichterstattung über das Projekt allgemein als überhöht kritisiert und in einem Artikel des Spiegels auch in der falschen Höhe von 1,2 Millionen DM angegeben wurde.
Wie es rechtfertigend hieß, sparte die Deutsche Bahn jedoch nach Einführung des neuen Logos – sie wurde, um weitere Kosten zu sparen, zusammengelegt mit der Umstellung des Briefpapieres wegen Einführung der neuen deutschen Postleitzahlen zum 1. Juli 1993 – mehrere hunderttausend DM pro Jahr allein an Ausgaben für Siebdruckfarbe, indem Weidemann die Buchstaben „DB“ des Logos von negativ (Weiß in Rot) auf positiv (Rot in Weiß) umkehrte.  Aus demselben Grund sanken durch Weidemanns Entwurf die Kosten für das nach der Anzahl der Stiche berechnete Aufsticken der Logos auf die Dienstbekleidung um fast die Hälfte von 1,59 DM auf 0,89 DM je Abzeichen.
Weidemanns Logo für die Deutsche Bahn ähnelt einer Kennzeichnung, die die Deutsche Bundesbahn in ihren Anfangsjahren an ihren Bahnbussen (in Höhe der Frontstoßstange und am Heck) verwendete. Diese Kennzeichnung wurde ab Anfang 1955 durch das bekannte Bundesbahn-Logo von Eduard Ege abgelöst.

### Bankgesellschaft Berlin (Mitte der 1990er Jahre)

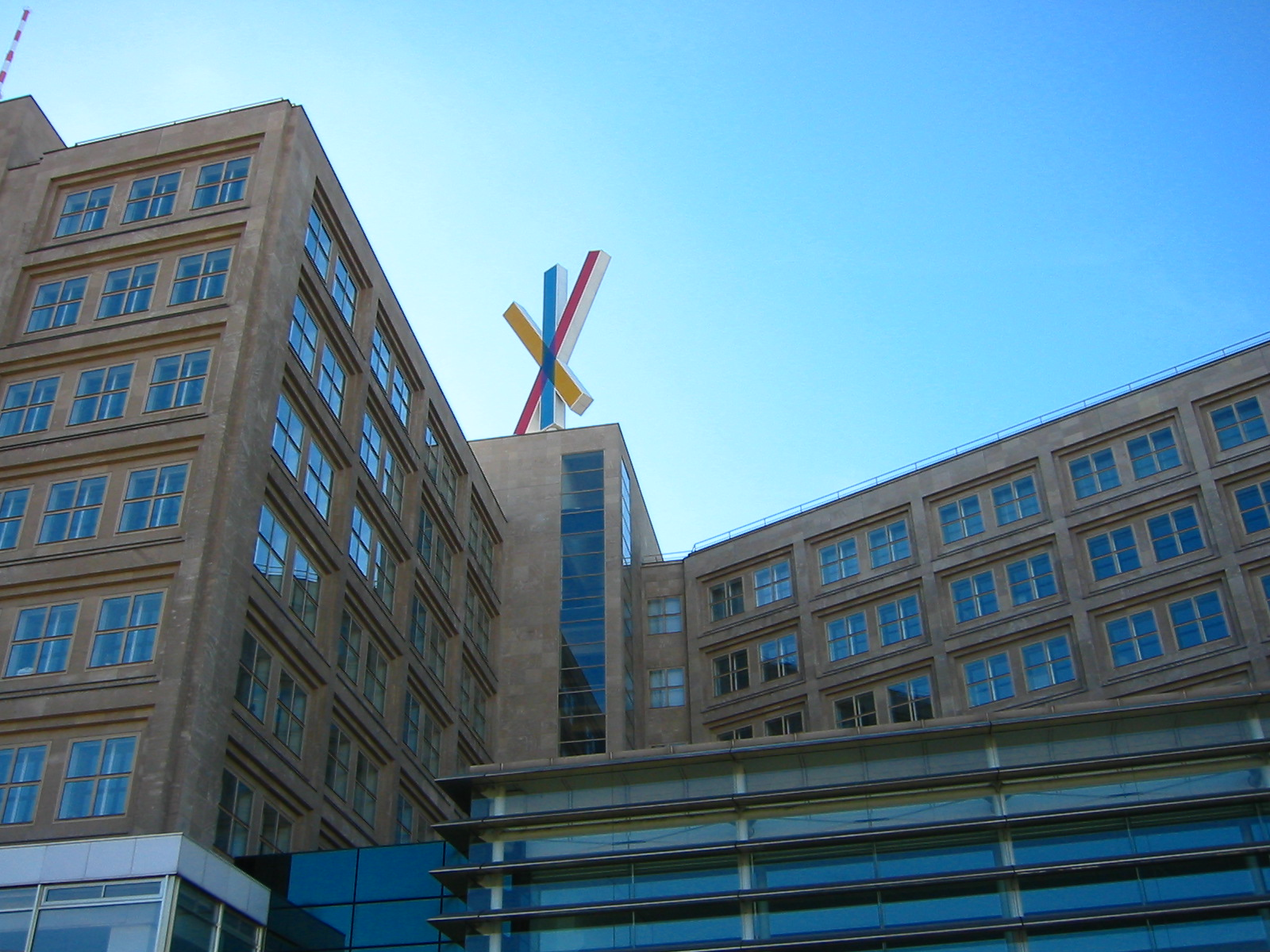
Weidemanns Logo für die frühere Bankgesellschaft Berlin auf dem Alexanderhaus am Berliner Alexanderplatz (Logo im Oktober 2006 abgebaut)

Für die Bankgesellschaft Berlin entwarf Weidemann Mitte der 1990er Jahre ein Logo aus drei miteinander verschränkten Balken in den Farben Gelb, Blau und Rot, für das er von einem der Auftraggeber mit den Worten kritisiert wurde: „Da ist Ihnen aber nicht sehr viel eingefallen, Herr Professor!“ Ihm hielt Weidemann entgegen: „Darauf bin ich besonders stolz, ein Zeichen ist gut, wenn man es mit dem großen Zeh in den Sand kratzen kann!“

## Auszeichnungen
- 1942–1945: Verleihung der silbernen Nahkampfspange
- 1995: Lucky Strike Designer Award der Raymond-Loewy-Stiftung[Friedl 2]
- 1996: Bundesverdienstkreuz I. Klasse[Friedl 2]
- 2006: Ehrensenator der Staatlichen Akademie der bildenden Künste in Stuttgart

## Ehrenmitgliedschaften
- Württembergischer Kunstverein Stuttgart
- Bund Freischaffender Foto-Designer (BFF)
- ADC Art Directors Club Deutschland
- AGD Allianz deutscher Designer
- DDC Deutscher Designer Club
- Künstlerhaus Stuttgart

## Mitgliedschaften
- seit 1966 Mitglied des Type Directors Club of New York und der Compagnon de Lure
- Mitglied der Alliance Graphique Internationale (AGI)
- seit 1987 Vorsitzender des Fördervereins der Merz Akademie Stuttgart
- seit 1991 Jurymitglied und Vorsitzender des Kuratoriums der Raymond-Loewy-Stiftung
- seit 2005 Präsident dongxi Deutsch Chinesisches Design Forum
- seit 2006 Ehrensenator der Staatlichen Akademie der bildenden Künste Stuttgart

## Werk

### Schriftentwürfe
- Biblica (1979),[Friedl 2] wurde später umbenannt in
- ITC Weidemann (1983)[Friedl 2]
- Corporate A-S-E (1985–1989),[Friedl 2] als Hausschrift der Daimler-Benz AG von Kurt Weidemann entworfen, Reinzeichnungen von Kurt Strecker
- Klett Domus, Hausschrift für den Ernst Klett Verlag

### Veröffentlichungen
- (Hrsg.): Buchumschläge & Schallplattenhüllen / Book Jackets & Record Sleeves / Jacquettes de livres & Couvertures de disques. Gerd Hatje, Stuttgart 1969.
- Denken_Ordnen_Gestalten: Alfred Herrhausen. Berlin 1990, ISBN 3-88680-399-6
- Wahrnehmen und Ideen finden. Sehen als Denkvorgang. Wiesbaden 2004, ISBN 3-409-12679-1.
- Kurtstexte. Essays, Interviews und Reden. 4. Auflage. AV-Edition. Stuttgart 1998, ISBN 3-929638-21-5.
- Wahrnehmen, Ideen finden, Gestalt geben. Hatje/Cantz, Ostfildern-Ruit 2004, ISBN 3-7757-9167-1.
- Wo der Buchstabe das Wort führt. Ansichten über Schrift und Typographie. 4. Auflage. Cantz, Ostfildern 2006, ISBN 3-89322-521-8.
- Worte und Werte. Schmidt, Mainz 2005, ISBN 3-87439-690-8.
- Wortarmut. Im Wettlauf mit der Nachdenklichkeit. Cantz, Ostfildern 1995, ISBN 3-89322-643-5.
- Worte. Auf die Waage gelegt, auf die Schippe genommen. Hatje Cantz, Ostfildern-Ruit 2000, ISBN 3-7757-9037-3.
- Kaum ICH, Die Feldtagebücher und die Gefangenschaft von Kurt Weidemann 1940–1950. Kurt Weidemann 2002, OCLC 700310284.
- Beiträge und Typographische Beilagen als Schriftleiter der Fachzeitschrift Der Druckspiegel 1959 und in weiteren Design-Zeitschriften